# Соколов, Александр Петрович (кораблестроитель)
Алекса́ндр Петро́вич Соколо́в (ок. 1740 — после 1794) — русский кораблестроитель, корабельный подмастерье, капитан Корпуса корабельных инженеров.

## Биография
Родился около 1740 года.
5 января 1790 года по распоряжению князя Г. А. Потёмкина корабельный подмастерье Александр Петрович Соколов заложил первый военный корабль в Николаеве на Николаевской верфи, 44-пушечный фрегат «Святой Николай». В разгар строительства полковник М. Л. Фалеев — главный строитель верфи понял, что к назначенному сроку спуск корабля не состоится, и затребовал из Таганрога другого строителя — И. В. Должникова, поручив ему возглавить дело. Премьер-майор Иван Васильевич Должников, с согласия Фалеева установил изнурительный режим работы на верфи. Строительство ускорилось, но за три месяца умерло 547 плотников. Полковник Фалеев, стремясь оправдаться, объяснял большую смертность мастеровых жарким николаевским климатом, но позже вынужден был признать и истинную причину их гибели. Однако он остался безнаказанным. Должников был освобождён от руководства работами, и на его место вновь поставлен А. П. Соколов, который достроил фрегат и 25 августа 1790 года спустил его на воду. Фрегат вошёл в состав Черноморского флота в качестве корабля
Осенью 1790 года Г. А. Потёмкин назначил корабельного подмастерья капитана А. П. Соколова строителем морских акатов 20-пушечных «Ирина» и № 2. Корабли были построены и спущены на воду в 1791 году. Херсонские акаты вошли в состав Черноморской эскадры Фёдора Ушакова, участвовали в его Средиземноморской экспедиции, показав себя боеспособными и прочными кораблями.
30 сентября 1790 года на Николаевской верфи строитель А. П. Соколов заложил 60-пушечный парусный фрегат «Григорий Великия Армении», который был построен и спущен на воду 12 июня 1791 года.
23 ноября 1790 года А. П. Соколов заложил на Николаевской верфи 26-пушечный фрегат «Легкий», который был спущен на воду 2 октября 1793 года.
С 1791 по 1794 годы капитан Корпуса корабельных инженеров А. П. Соколов строил совместно с корабельным мастером Семёном Ивановичем Афанасьевым и по его чертежу флагманский 90-пушечный корабль «Святой Павел», который был спущен на воду 9 августа 1794 года в Николаевском адмиралтействе.
Умер в Николаеве после 1794 года.